# Aeroportul Internațional Ürümqi Diwopu
Aeroportul Internațional Ürümqi Diwopu (IATA: URC, ICAO: ZWWW) este un aeroport din Dewobao Township⁠(d), Xinshi District⁠(d), Ürümqi, Xinjiang, Republica Populară Chineză ce deservește zona Ürümqi. Aeroportul a fost tranzitat în 2022 de 10.035.368 de pasageri. A fost numit după zona deservită.
Situat la o altitudine de 648 m, aeroportul dispune de 1 pistă.

## Infrastructură

### Piste
Aeroportul dispune de o singură pistă. Pista 07/25 are suprafața de asfalt și dimensiunile 3.600 m × 45 m. 